# Садовско кале
Садовско кале е малко късно-антично укрепено селище и се намира на 3.2 км югоизточно по права линия от центъра на село Садовец, Община Долни Дъбник.

## Местоположение
Изградено е на отвесния и скалист ляв бряг на река Вит в местността Студенец. Заедно с Кожухарско кале образува двубазисно укрепление, преграждащо долината на река Вит. Двете крепости са свързани помежду си със вал Шарамполя. Пред вала има изкопан дълбок ров. Двете крепости са част от голяма и сложна отбранителна система, включваща още укрепеното селище Големаново кале и крепостта Гораново кале. Целият комплекс е разположен на важен римски кръстопът на пътища, водещи от север на юг и от запад на изток.

## Проучвания
Крепостта е проучена заедно с Големаново кале по инициативата на Немския археологически институт през периода 1934 – 1937 г. чрез редовни археологически разкопки, проведени от Иван Велков и Герхард Берсу (1889 – 1964). При разкопките са разкрити крепостните стени и жилищни сгради. Намерени се ценни накити и монети.

## Открития
Крепост Садовско кале има силно издължена правоъгълна форма и заема площ от около 2 дка. От три страни е непристъпна поради естествената защита на скалите. Двойна крепостна стена е изградена от югозапад, откъдето е най-уязвима. Вътрешната крепостна стена загражда площ с приблизителни размери 80х20 м и следва линията на скалния масив. На юг, където е входа, стената завършва с мощна петостенна кула с дебелина на стените 2.7 м. От вътрешната страна на крепостната стена са пристроени във верижен план 17 едностайни помещения със самостоятелни входове. Срещу тях в центъра на крепостта са изградени изолирани малки едностайни сгради. Външната крепостна стена (перитейхизмата), заедно с вътрешната, оформя свободно незастроено пространство. Днес крепостните стени на Садовското кале са запазени над земята, като тяхната височина при кулата достигат 2 – 3 м.

## Датировка
Садовско кале е ранновизантийска крепост, изградена през V век. Съществувала е едновременно с останалите близки крепости. Разрушена е в края на VI век от аварите. Археолозите предполагат, че в целия отбранителен комплекс са били засени готи като федерати на Източната римска империя, натоварени с охраната на района.

## Галерия
- северната кула на Садовско кале
- крепостната стена на Садовско кале
- останки от Садовско кале
- Садовско кале
- Садовско кале